# Никола Костић (оборкнез)
Никола Костић (Мрсаћ код Краљева, око 1769 — Мрсаћ, 13. април 1819) био је свештеник и оборкнез Пожешке нахије.

## Биографија
Никола Костић је рођен око 1769. године у селу Мрсаћ код Краљева. Школовао се код учитеља Tодора Рапе у Карановцу (данашње Краљево). У манастиру Моравцима је рукоположен за свештеника, а служио је при јежевичкој цркви и манастиру Жичи. Истакао се током Првог српског устанка. Пред крај устанка је постао ађутант Антонија Пљакића, војводе карановачког. Након слома Првог српског устанка остао је у Србији, нагодивши се са Турцима. Учествовао је у гушењу Хаџи-Проданове буне 1814. године. Пошто је Костић уживао велики углед у народу, то је код Турака изазивало нелагоду, због чега је Сулејман-паша Скопљак, београдски везир, тражио од кнеза Милоша Обреновића да га преда турским властима. Међутим, кнез Милош је то одбио.
На почетку Другог српског устанка кнез Милош је Николу Костића поставио на место оборкнеза Пожешке нахије. Костић је био одан кнезу Милошу, по чијој је наредби организовао крајем 1815. године убиство Милића Радовића, сердара Горњег Драгачева. На скупштини нахијских кнезова у Београду 1816. био је један од потписника захтева упућеног београдском везиру да изручи Петра Молера. Исте године био је и члан Народне канцеларије у Београду.

## Задужбине
Никола Костић је био ктитор две цркве. Ктитор је цркве брвнаре посвећене Светим апостолима Петру и Павлу, коју је подигао у свом родном Мрсаћу. На месту брванре коју је подигао Никола Крстић налазила се старија црква брвнара, која је потицала из времена пре Првог српског устанка. Друга црква чији је ктитор био Костић подигнута је 1818. године у селу Врдила и посвећена је Богојављењу. То је била мала, камена црква, коју је он подигао како би окајао грех који је починио организовавши убиство Милића Радовића. На каменој плочи уграђеној у поду олтара налази се натпис: Месеца септемвра, ден 20, 1818. Писа поп Стеван. С Божијеју помошћију поче се изнова а на старо место божесвени храм, сеи трудом кир попа Николе из села Мрсаћа сам сосвим у вилајет и не дерзну помоћи ради нити му ко поможе: ни од напора но сам своим трудом за свој вечни спомен и опроштение грехов. Костић је преминуо 13. априла 1819, убрзо након што је његова задужбина у Врдилима била подигнута. Сахрањен је поред ове цркве. На месту цркве коју је Коситћ подигао је након Првог светског рата изграђена нова црква, по пројекту руског емигранта, сликара и архитекте Михаила Глушеног.